# Apocephalus lunatus
Apocephalus lunatus är en tvåvingeart som beskrevs av Brown 1997. Apocephalus lunatus ingår i släktet Apocephalus och familjen puckelflugor. Inga underarter finns listade i Catalogue of Life.